# Лидвина из Схидама
Лидвина из Схидама (нидерл. Liduina van Schiedam, 18 марта 1380[…], Схидам, Южная Голландия — 14 апреля 1433[…], Схидам, Южная Голландия) — нидерландская святая. Почитается в Римско-Католической Церкви как покровительница больных и тех, кто поражён тяжёлым недугом, жертвует свои страдания за других.

## Биография

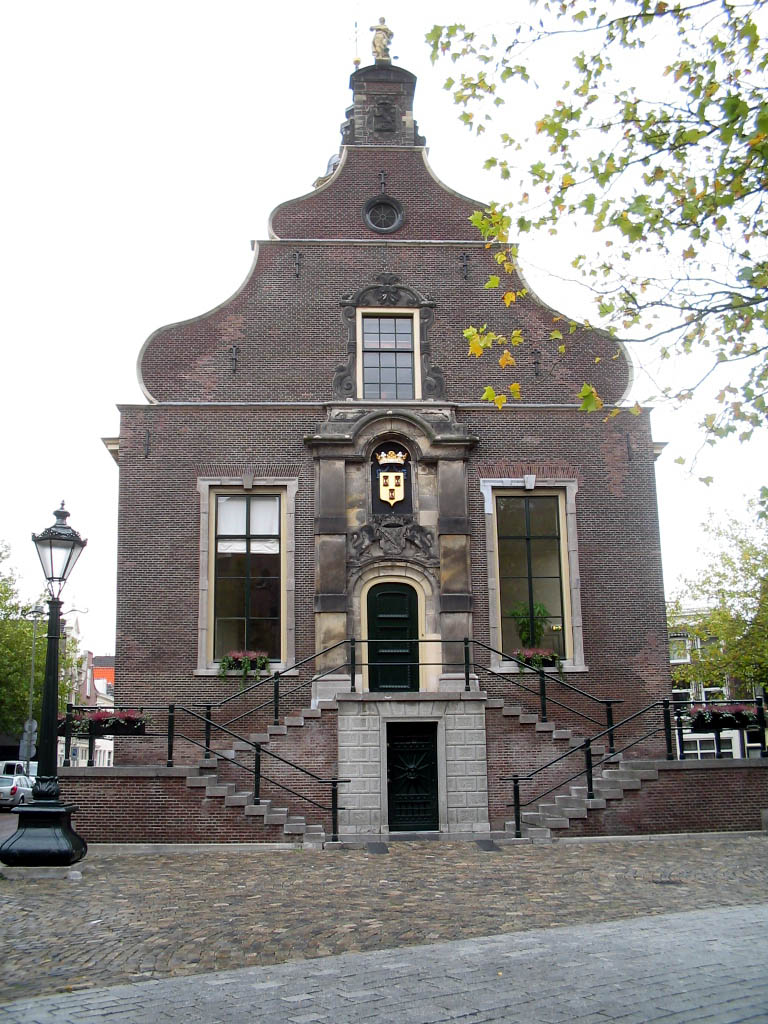
Схидам, старая ратуша

В пятнадцатилетнем возрасте, катаясь на коньках, упала и сломала ребро. Стала калекой, тридцать пять лет провела без движения (сегодня её болезнь описывают как рассеянный склероз). Обходилась без сна и еды, почти без питья. Совершала чудеса. Не оставила сочинений, будучи, по-видимому, неграмотной.

## Прославление
Могила Лидвины превратилась в место поклонения, в 1434 году над ней была воздвигнута церковь. Биографию Лидвины написал Фома Кемпийский. Канонизирована в 1890 году папой Львом XIII. Книгу о святой написал известный французский писатель Гюисманс (1901).
День памяти — 14 апреля.